# Cesvaine
Cesvaine (németül: Seßwegen) város Lettországban, a Sulas folyó partján. A 2009-es közigazgatási reformig Lettország Madona járásához tartozott.

## Története
Cesvaine területén már a vaskorban földvárat építettek a terület akkori lakói, a vendek.
Ezt 1209-ben elfoglalta a rigai püspök, majd 1420-ban a Rigai érsekség épített itt várat. A livóniai háború idején Rettegett Iván seregei elfoglalták a várat és a települést, de azt a lengyelek visszavették és 1582-től 1656-ig lengyel fennhatóság alá tartozott. 1656-ban a település ismét orosz kézre került, és 1918-ig, az önálló Lett Köztársaság megalapításáig az Orosz Birodalom része maradt.

## Lakossága
Cesvaine lakosságának 91%-a lett.

## Látnivalók
- A Cesvainei kastély alapvetően szecessziós épület, amely 1890-1897 között épült neogótikus, valamint romantikus stílusban.
- A kastély mellett az 1577-ben Rettegett Iván által lerombolt érseki vár romjai.
- Az 1879-ben épült lutheránus templom.
- Az 1784-ben épült Graši kastély 2 km-re Cesvainétől.

## Híres emberek
- Itt született Jakob Michael Reinhold Lenz (1751–1792) német író, a Sturm und Drang korszakának szerzője.